# Histoire des Juifs au Liban
 (juin 2011).
Si vous disposez d'ouvrages ou d'articles de référence ou si vous connaissez des sites web de qualité traitant du thème abordé ici, merci de compléter l'article en donnant les références utiles à sa vérifiabilité et en les liant à la section « Notes et références ».
Les Juifs du Liban sont une communauté juive traditionnellement mizrahi qui existe depuis près de 2 000 ans sur le territoire du Liban actuel.
C'est l'une des 18 communautés légalement reconnues par l'État libanais.
Sa taille a nettement diminué au cours du XXe siècle, à la suite de son émigration, essentiellement vers la France, l'Amérique du Nord, le Brésil et, dans une moindre mesure, vers Israël.
Elle est concentrée dans son ensemble autour de Beyrouth et ne compte plus qu'une centaine de membres enregistrés, contre 20 000 en 1948.
L'aliyah de cette communauté ne s'est faite que tardivement, au moment des guerres civiles de 1958 et de 1975, démontrant l'intégration de ses membres à la société libanaise et leur désir de ne pas quitter leur pays.

## Implantation des Juifs au Liban
Les premiers signes de présence remontent autour de 132, à la suite de la révolte de Bar Kokhba contre l'empire romain.
Le tremblement de terre qui détruit la ville de Beyrouth en l’an 502 démolit une synagogue vieille de plusieurs dizaines d’années,.
Au VIIe siècle, sous le règne du calife Muawiya Ier, une partie de la communauté juive s’établit à Tripoli, puis à Sidon en 922 et à Tyr en 1070. Sous la protection de l’émir Béchir Chehab, la communauté juive du Chouf (Deir el Qamar, Barouk, et Hasbaya) possède un cimetière, des écoles et plusieurs synagogues dans le Mont Liban. Une synagogue est construite en 1807 mais sera détruite en 1930. L'Alliance israélite universelle de Beyrouth est fondée en 1869. Une synagogue est édifiée à Aley en 1890, une autre à Bhamdoun en 1915.

## Essor auXXesiècle
Vers le début du XXe siècle, on compte plus de 4 000 juifs au pays du Cèdre, venus des contrées voisines (Syrie, Turquie, Perse, Grèce) pour s’y installer. La communauté juive du Liban connaît l’apogée de sa prospérité et de son épanouissement durant le mandat français, avec, par exemple, la création du journal Le Monde Israélite et du journal Le Commerce du Levant de Toufic Mizrahi rédigé en langue française et qui existe toujours et la création de la Banque Safra et de la Banque Zilkha, devenues plus tard, la Banque de Crédit national et la Société bancaire du Liban.
Le quartier de Wadi Abou Jamil devient le centre économique, social, culturel (plusieurs écoles) et religieux de la communauté (construction de la synagogue Maghen Abraham).
Peu après la création du Grand Liban (1920), la communauté juive du Liban est la première et la seule communauté juive au Moyen-Orient à jouir d’une reconnaissance et d’une protection constitutionnelle. Dans les années trente, et avec le soutien d’Émile Eddé, président de la république libanaise, l’idée d’octroyer un siège parlementaire à cette communauté fait son chemin. Elle est rejetée par le haut commissaire de la France, représentant le mandat français au Liban.
Pendant et après la Seconde Guerre Mondiale, le Liban accueille quelques familles ashkénazes fuyant le génocide.
Le Farhoud (pogrom contre les Juifs à Bagdad en 1941) provoque la fuite des Juifs d'Irak dont une partie arrive au Liban.

## Après 1948
Le Liban est le seul pays arabe dont la population juive a augmenté après la Déclaration d'indépendance de l'État d'Israël en 1948. À la suite de la guerre israélo-arabe de 1948-1949 et de la création de l’État d’Israël, des mouvements de migrations vers le Liban en provenance principalement de la Syrie où ils fuient les persécutions ont renforcé la présence juive au Liban.
La majorité des juifs libanais affichaient un certain scepticisme envers la vie dans un kibboutz et envers l’État d’Israël en général (certains juifs libanais ont servi dans l’armée libanaise durant la guerre de 48), malgré les efforts de certains mouvements de recrutement sionistes locaux. 
Cette méfiance était confortée par le sentiment de pleine appartenance à la « nation » libanaise. La guerre et l’amalgame entre « juifs » et « sionistes » ont contraint cette communauté à adopter un profil bas (célébrations discrètes des fêtes religieuses, démission des deux officiers juifs de l’armée libanaise, restriction de la liberté d’expression, etc.). La question des juifs libanais combattant dans l'Armée Libanaise durant la Guerre de 1948 a suscité de houleux débats au Parlement.
La désintégration de la nation libanaise à travers la multiplication des conflits interconfessionnels eut pour effet l’affaiblissement de l’autorité de l’État. L’incapacité à protéger les membres de la communauté encouragea les atteintes répétées envers les personnes et les intérêts juifs (harcèlement de professeurs accusés de prêcher le sionisme, commerçants menacés). Angoisse, insécurité et pessimisme sont devenus le quotidien des juifs du Liban. La communauté n’eut d’autre choix que d’organiser l’émigration. La destination favorite des expatriés n’était pas Israël mais certains pays européens et américains (France, Italie, États-Unis, Canada). Le déclenchement de la guerre civile de 1975 à 1990 contribua à la détérioration d’une situation déjà critique. L’emplacement géographique de Wadi Abou Jmil, au sein de la zone de conflit militaire, exposait la communauté aux risques d’enlèvement d’otages. La vie des juifs libanais n’était plus la même. La plupart des centres religieux, culturels et commerciaux étaient contraints de fermer. La majorité des Juifs fuient le Liban pendant ces événements.
Israël envahit le Liban en 1982. À cette époque, le Liban traversait la période la plus violente de son existence. Malgré tout ce que cette communauté avait subi, une grande partie de celle-ci refusa de quitter le pays. Ce fut une décision courageuse mais coûteuse : des enlèvements eurent lieu en 1985, malgré cette prise de position patriotique. Un des derniers notables connus de la communauté est le médecin Élie Hallak qui soignait des patients de toutes confessions dont l'otage Michel Seurat. Il est enlevé le 30 mars 1985 et exécuté en février 1986 par le groupe Les Opprimés sur la terre, lié au Hezbollah.
Depuis août 2009, un chantier de rénovation de la synagogue Maghen Abraham de Beyrouth a commencé et semble proche de l'achèvement en 2014. Actuellement[Quand ?], le nombre de juifs libanais est difficile à évaluer, entre 1000 et 2000 individus, dont uniquement 100 environ sont enregistrés en tant que tels.
En 2009, le Ministre de l'intérieur Ziad Baroud, a proposé au Parlement de modifier la législation qui désigne actuellement la communauté juive  comme « israélite »,  et de substituer à cette dénomination celle de «Juifs Libanais». Les juifs sont considérés au Liban comme « Israélites » sur leurs cartes d'identité et sur les listes électorales. Le Ministre Baroud a demandé au Parlement d'adopter un projet de loi afin de faire la différence entre "une communauté dont les droits sont légalement et protégés par la Constitution, et [...] les sujets d'une entité d'occupation".
« La communauté juive au Liban est reconnue, et ses droits sont garantis par le neuvième article de la Constitution libanaise, qui garantit à tous les libanais la liberté de culte » a ajouté le ministre Baroud.
En 2018, il y a 4 000 Juifs inscrits sur les listes électorales libanaises. En réalité, ils ne sont plus que 29 et le plus jeune a plus de 60 ans. Le patrimoine comme les synagogues et les cimetières sont menacés. Pour le journal Libanais L'Orient le jour, ils seraient en fait environ 2 000, mais ont une forte abstention, car ils craignent d'être désignés comme "Juifs" par des agents des bureaux de vote. Environ 2 000 autres Juifs Libanais travaillent à l'étranger proche (dont Chypre et Grèce), mais reviennent souvent au Liban, ce qui expliquerait le chiffre indiquant 4 000 Juifs.[réf. nécessaire]

## Présidents de la communauté
- Elie, Eliahou Mann  ?-1913, Beyrouth, Liban, premier Président de la communauté juive de Beyrouth
- Elia Najem ?-1884
- Ezra Anzarouth ?-1910
- Joseph D. Farhi 1910-1924
- Joseph Dichy Bey 1925-1927
- Joseph D. Farhi 1928-1930
- Selim Harari 1931-1934
- Joseph D. Farhi 1935-1938
- Joseph Dichy Bey 1939-1950
- Joseph Attiyeh 1950-1976
- Isaac Sasson 1977-1985
- Raoul Mizrahi 1985
- Joseph Mizrahi 1986
- Isaac Arazi 2005-2023

## Chefs spirituels
Entre 1908 et 1978, plusieurs Grands-Rabbins se sont succédé à la tête de la communauté juive libanaise:
- Nassim Danoun 1908-1909
- Jacob Maslaton 1910-1921
- Salomon Tagger 1921-1923
- Shabtai Bahbout 1924-1950
- Benzion Lichtmann 1932-1959
- Jacob Attiyeh 1949-1966
- Shaoul Chreim 1960-1978

vacant depuis la guerre civile libanaise (1975-1990)